# Ninki Nanka
Ninki Nanka è una creatura leggendaria del folklore africano. Ci sono varie descrizioni dell'animale, ma la maggioranza concordano nel definirlo un rettile simile ad un drago. Secondo la tradizione, il Ninki Nanka vivrebbe nella paludi dell'Africa occidentale. Sembrerebbe essere estremamente grande e pericoloso. Si racconta che quando un bambino disobbedisce ai propri genitori e va da solo nelle paludi, viene catturato dal Ninki Nanka.
I racconti su questo animale non sono presenti in nessun testo antico, ma la leggenda è diventata così famosa nel corso dei secoli, che si è diffusa da tribù a tribù in tutto il continente africano.
Un gruppo di "cacciatori del drago" del Center for Fortean Zoology (CFZ, centro del Devon, unico al mondo ad occuparsi di criptozoologia) si è recato in Gambia nell'estate del 2006 per investigare sull'esistenza del Ninki Nanka e raccogliere testimonianze da tutti coloro che sostengono di aver visto la mitica creatura. Secondo uno degli intervistati che asserisce di averlo visto, il Ninki Nanka è simile ad un drago cinese. La spedizione, conosciuta come "J.T.Downes Memorial Gambia Expedition 2006", ha ricevuto grande attenzione da parte dei media, incluso un articolo online della BBC. Robert Freeman, capo del CFZ e membro della missione in Gambia, sostiene di averlo visto per un attimo sulla prua della sua nave.
Secondo altre testimonianze il Ninki Nanka è un essere spaventoso, che appare all'improvviso con il suo corpo massiccio e scuro, lungo almeno una decina di metri sormontato da una testa irta di scaglie. Si dilegua con una rapidità sorprendente, ma a differenza degli altri sauri può ipnotizzare un umano e ucciderlo a distanza.
Freeman, insieme ad altri cinque compagni, proverà a fotografare l'animale per la prima volta al mondo.